# Schutt-Gletscher
Der Schutt-Gletscher ist ein rund 9 km langer Gletscher im ostantarktischen Viktorialand. Er fließt zwischen dem Stepaside Knoll und dem Stepaside Spur im Westen und den östlich von ihm aufragenden Holmes Block und Crary Knoll in südlicher Richtung. Nördlich von The Landing mündet er nach dem Zusammenfluss mit dem Rutgers- und dem Allison-Gletscher in den Skelton-Gletscher.
Das Advisory Committee on Antarctic Names benannte ihn 1994 John W. Schutt (* 1948) von der University of Pittsburgh, der in 18 Kampagnen zwischen 1981 und 2003 am ANSMET-Programm im Viktorialand beteiligt war.